# Župnija Bevke
Župnija Bevke je rimskokatoliška teritorialna župnija dekanije Vrhnika nadškofije Ljubljana. Kot župnija je od leta 1992. Cerkev je bila zgrajena leta 1782. Njen zavetnik je povišanje Sv. križa. 

### Farne spominske plošče
V župniji Bevke so postavljene Farne spominske plošče, na katerih so imena vaščanov iz okoliških vasi, ki so padli nasilne smrti na protikomunistični strani v letih 1941-1945. Skupno je na ploščah 11 imen.